# Polizeiruf 110: Zerstörte Träume
Zerstörte Träume ist ein deutscher Kriminalfilm von Bodo Fürneisen aus dem Jahr 2001. Der Fernsehfilm erschien als 228. Folge der Filmreihe Polizeiruf 110. Der vom Mitteldeutschen Rundfunk (MDR) produzierte Film wurde am 18. März 2001 erstmals gesendet. Hauptkommissar Herbert Schmücke (Jaecki Schwarz) und Hauptkommissar Herbert Schneider (Wolfgang Winkler) ermitteln in ihrem 16. gemeinsamen Fall.

## Handlung
Der stadtbekannte Dealer Marc Solms wird in den Räumen des Sängers Daniel Cross tot aufgefunden. Daniel Cross selbst wird neben der Leiche mit einem Messer in der Hand entdeckt und von den Kommissaren Schmücke und Schneider festgenommen. Er schweigt zu den Geschehnissen und sein Manager Peter Flemming verteidigt vehement die Unschuld seines Schützlings. Er schildert den jungen Künstler als viel zu sensibel, um so eine Tat zu begehen. Für Schmücke deuten die Spuren auch viel zu eindeutig auf Cross als Täter, daher will er sich nicht zu schnell festlegen und ermittelt in alle Richtungen. Unerwartet trifft Schmücke auf seine Schwester Gabriele, die er jahrelang nicht gesehen hat. Sie bittet ihn, Daniels Unschuld zu beweisen, da er ihr Sohn sei.
In der Wohnung des Toten findet sich eine Kundendatei. Daniel Cross ist allerdings nicht darunter, was aber auch bedeuten kann, dass jemand seine Adresse entfernt hat, um ihn zu entlasten. Für Schmücke und Schneider zeigt Daniel eindeutige Entzugserscheinungen und sie sind sich sicher, dass auch Daniel Kunde von Solms gewesen ist. Schmückes Schwester kann nicht länger mitansehen, wie sich ihr Sohn in der Untersuchungshaft quält. Kurzerhand legt sie ein Geständnis ab, dass sie Solms umgebracht hätte. Da dies durchaus glaubwürdig klingt, wird sie in Polizeigewahrsam genommen. Schneider drängt seinen Kollegen, den Fall wegen Befangenheit abzugeben, aber Schmücke will weiter ermitteln.
Peter Flemming will einen fremden Mann vor Daniels Garderobe gesehen haben. Die Suche nach ihm führt zu Philipp Bender, der Solms öfter gefahren hatte und auch in der Nähe der Konzerthalle war. Seine Aussage entlastet Gabriele Cross und lenkt die Aufmerksamkeit der Ermittler auf Daniels Manager. Dieser gibt am Ende zu, Solms erstochen zu haben, damit er seinen Schützling nicht mehr mit Drogen versorgen kann. Er wollte nur mit ihm reden, aber Solms drohte damit, Daniels Sucht an die Öffentlichkeit zu bringen, und das konnte er nicht zulassen.

## Hintergrund
Der Polizeiruf 110 Zerstörte Träume ist eine Produktion der Saxonia Media Filmproduktion im Auftrag des MDR für Das Erste. Als Drehort diente Halle an der Saale in Sachsen-Anhalt. Der Arbeitstitel war  Traum vom Regenbogen.
Die Erstausstrahlung im Ersten zur Hauptsendezeit erreichte eine Einschaltquote von 13 Prozent.

## Kritik
Die Kritiker der Fernsehzeitschrift TV Spielfilm vergaben eine mittlere Wertung (Daumen zur Seite) und fanden, der Polizeiruf biete gute Darsteller, sei „aber zu zäh und bemüht“.